# Вашкуса
Вашкуса — река в России, протекает в Подпорожском районе Ленинградской области. К северу от деревни Родионово река впадает в озеро Юксовское, длина реки составляет 12 км.

## Данные водного реестра
По данным государственного водного реестра России относится к Балтийскому бассейновому округу, водохозяйственный участок реки — Свирь без бассейна Онежского озера, речной подбассейн реки — Свирь (включая реки бассейна Онежского озера). Относится к речному бассейну реки Нева (включая бассейны рек Онежского и Ладожского озера).
Код объекта в государственном водном реестре — 01040100712102000011991.

## Топографическая карта
- Лист карты P-36-119,120 Оштинский Погост. Масштаб: 1 : 100 000. Состояние местности на 1977 год. Издание 1982 г.